# Цурлинден, Эмиль
Эми́ль Огю́ст Франсуа́ Тома́ Цурлинде́н (фр. Émile Auguste François Thomas Zurlinden; 3 ноября 1837, Кольмар — 9 марта 1929, Париж) — французский генерал и политический деятель.

## Биография
Родом эльзасец. Выпускник парижской Политехнической школы (1856) и артиллерийской школы Меца (выпущен в 1858 году в чине лейтенанта в 19-й полк конной артиллерии). В 1866 году — капитан. Во время войны 1870—71 г. находился в мецской армии; при капитуляции Меца был взят в плен, отказался дать честное слово и потому был заключён в крепость в Глогау, но успел бежать оттуда и вновь принял участие в войне. Временным правительством назначен начальником штаба 25-го корпуса.
С 1880 года — полковник, затем бригадный (1885) и дивизионный (1890) генерал; командующий дислоцированной в Аррасе 2-й пехотной дивизией, позже — 4-м корпусом в Ле-Мане (1894).
В кабинете Рибо (26 января — 28 октября 1895) был военным министром, сменив на этом посту генерала Мерсье. При нём совершилось завоевание Мадагаскара. В 1896 году награждён крестом великого офицера ордена Почётного легиона.
После падения кабинета Рибо, Цурлинден был назначен командующим 15 корпусом, в 1898 г. — военным губернатором Парижа вместо Соссье.
После отставки военного министра Кавеньяка, вследствие обнаружения подлога, совершенного полковником Анри, Цурлинден вновь принял портфель военного министра (5 сентября 1898 г.). Портфель в радикальном, и к тому времени принявшем характер дрейфусистского, кабинете Бриссона вызвало в националистической прессе ожесточённые нападки на Цурлиндена, как на изменника интересам армии. 16 сентября Цурлинден обратился с длинным письмом (опубликованным через несколько дней) к министру юстиции Сарьену, в котором доказывал, что подлог, совершённый Анри в 1896 г., не может влиять на отношение к делу, законченному разбирательством в 1894 г. 17 сентября на заседании совета министров было решено передать дела Дрейфуса на рассмотрение кассационного суда. 18 сентября Цурлинден подал прошение об отставке, в котором заявил: «Тщательное изучение дела Дрейфуса слишком достаточно убедило меня в его виновности, чтобы я, как глава армии, мог согласиться стать на какую-либо иную почву, кроме почвы принятого судебного решения». Вслед за Ц. вышел в отставку министр общественных работ Тиллэ (fr). Неожиданная отставка Цурлиндена сразу изменила отношение к нему всех партий. Для националистов он стал героем благородства и долга, для республиканцев — человеком, который сознательно обманул Бриссона.
Немедленно после отставки Цурлиндену вернули пост военного губернатора Парижа.
В декабре 1898 г. Цурлинден возбудил дело по обвинению Пикара в подлоге, тоже связанном с делом Дрейфуса, и Пикар был арестован. После образования правительства Вальдек-Руссо, в июне 1899 г., одним из первых дел нового военного министра Галлифе было, вместе с освобождением Пикара, отрешение Цурлиндена от должности военного губернатора, после чего он сохранил только должность члена высшего военного совета.
С 1902 года числился в резерве.

## Награды
- орден Почётного легиона (великий офицер)
- Орден Академических пальм (офицер)
- Памятная медаль Войны 1870—1871
- орден Нишан-Ифтикар (Тунис), большой крест
- Орден Льва и Солнца (Персия), большой крест
- Орден Спасителя (Греция), большой крест

## Издания
- Мемуары о Франко-прусской войне (1904).ref>La Guerre de 1870-1871 : réflexions et souvenirs, Hachette, Paris, 1904, 350 p.
- Napoléon et ses maréchaux, 1910.
- La guerre de liberation, 1914-1918, Hachette, Paris, 1919.